# Nagelpflegemittel

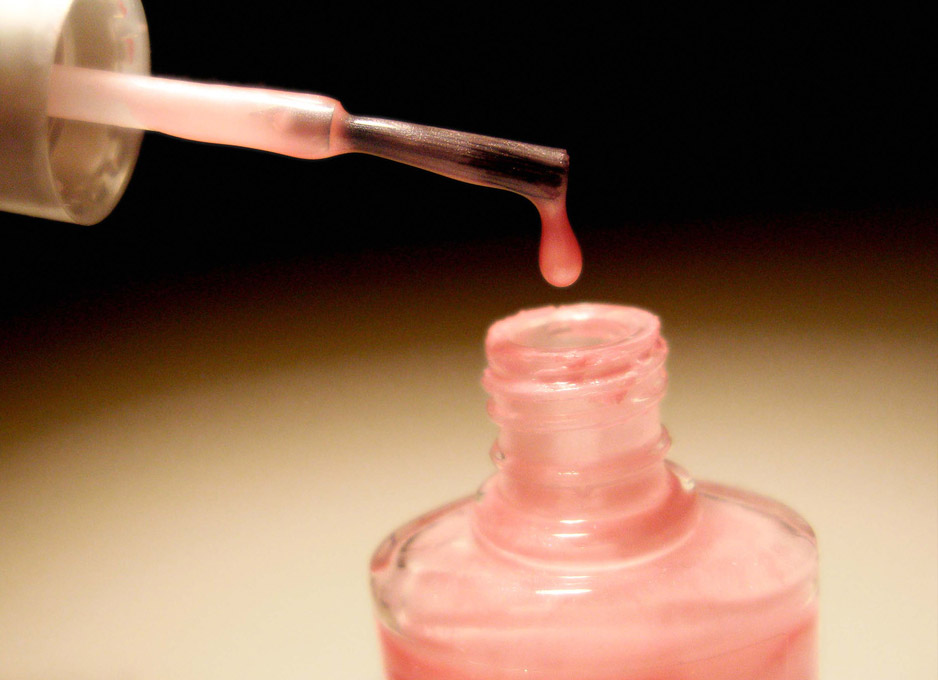
Nagellack

Nagelpflegemittel sind teils dekorative Kosmetika, dienen jedoch auch der Reinigung und Gesunderhaltung der Nägel.
Gebräuchlich sind Nagelreinigungsmittel (übliche Hautemulsionen), Nagelwässer (zur Behandlung brüchiger Nägel, z. B. mit Alaun), Nagelöle, Nagelcremes, Nagelhautentferner (Lösung von Kaliumhydroxid in Glycerin), Nagelpoliermittel, Nagellacke (Nitrocelluloselack-Lösungen mit den Lösungsmitteln Aceton, Diethylether oder/und Essigsäuremethylester und diversen Weichmachern) und Nagellackentferner (aus Aceton, Essigsäureethylester oder Ethanol).

## Nagelhärter
Mithilfe eines Nagelhärters sollen spröde Nägel kosmetisch korrigiert werden. So werden die Nägel glatter, schöner und widerstandsfähiger, indem Unebenheiten geglättet und Risse gefüllt werden. Auch wird die Wasseraufnahme verringert und die Wasserabgabe vermehrt, was dem Nagel mehr Halt gibt.
Nagelhärter dürfen bis zu 2 % Wasserstoffperoxid und bis zu 5 % Formaldehyd enthalten. Bei kranker, allergischer, gereizter oder rissiger Haut sollten Formaldehyd-haltige Nagelhärter jedoch nicht benutzt werden, da Formaldehyd hautreizend ist. Zur Nagelhärtung werden meist Salze verwendet, da diese mit dem im Nagel vorhandenen Keratin reagieren und dadurch die Festigkeit des Nagels erhöhen.

## Nagelhaut-Erweicher
Mithilfe eines Nagelhaut-Erweichers soll das im Nagel vorhandene Keratin im Nagel erweicht werden, um die Nagelhaut danach leichter entfernen zu können.
Dies kann zum Beispiel mit warmen Wasser und einigen Tropfen Triethanolamin-Zusatz geschehen. Käufliche Entferner sind meist stark alkalisch reagierende wässrige Lösungen. Diese enthalten meist 1–5 % Kaliumhydroxid oder Natriumhydroxid, welches in Wasser gelöst wird. Auch enthalten diese Mittel zum Beispiel Magnesiumaluminumsilicat oder Glycerol als Verdickungsmittel.
Der Nagelhautentferner wird mit einem Pinsel auf die zu behandelnden Stellen aufgetragen. Nach kurzer Einwirkzeit wird die Haut zurückgeschoben. Überschüssige Hautteilchen werden mit einem weichen, trockenen Tuch abgerubbelt.